# Bremia americana
Bremia americana är en tvåvingeart som först beskrevs av Ephraim Porter Felt 1914.  Bremia americana ingår i släktet Bremia och familjen gallmyggor. Inga underarter finns listade i Catalogue of Life.